# Criminali si diventa
Criminali si diventa è un film italiano del 2021 diretto da Luca Trovellesi Cesana e Alessandro Tarabelli.
È l'ultimo film interpretato da Ivano Marescotti morto 2 anni dopo.

## Trama
Enzo appena uscito di prigione dopo aver scontato 40 anni per il furto di un quadro di Raffaello, viene contattato tramite la nipote Elettra da un avvocato che gli propone di rifare lo stesso reato. Enzo declinerà l'offerta ma aiuterà la nipote insieme ad un'improvvisata squadra che cercherà di riprovare il colpo.

### Luoghi delle riprese
Il film è stato girato interamente nel territorio marchigiano.

## Distribuzione
Criminali si diventa viene distribuito in 47 sale italiane il 5 maggio 2022. Il film viene presentato all'Ariano International Film Festival.